# Джон Клют
 Джон Фредерік Клют (англ. John Frederick Clute; народ. 12 вересня 1940, Канада) — канадський та англійський літературний критик-фантастикознавець, редактор та письменник-фантаст.
Один із засновників журналу Interzone, співавтор ряду присвячених фантастиці енциклопедій, найвідомішою з яких є The Encyclopedia of Science Fiction, численних есе і невеликої кількості прози.

## Біографія
Джон Клют народився 1940 року в Канаді, але з 1969 року живе у Великій Британії. 1964 року він одружився з художницею Джудіт Клют, але з 1996 року живе в партнерстві з письменницею Елізабет Ханд.

### Письменницька діяльність
У середині 1960-х років Джон Клют опублікував цілу низку оповідань, починаючи з A Man Must Die (1966), яке також була перекладена на німецьку мову. Крім того, два романи, а саме The Disinheriting Party (1979), який можна лише умовно віднести до фантастичного жанру і Appleseed (2001), який Paul Di Filippo назвав «Космічною оперою 21-го століття».

### Літературна критика
Для наукової фантастики і фентезі літератури Джон Клют перш за все має значення перш за все як критик, автор відгуків, рецензій та есе, як видавець журналів Foundation і Interzone і особливо як лексикограф, співавтор ряду присвячених фантастиці енциклопедій. Свої перші рецензії він написав в кінці 1960-х років для журналу New Worlds.Перша критична публікація — есе «Людина повинна померти» (A Man Must Die), було опубліковане в журналі «New World» в 1966 році. Його неординарний літературний стиль і хльосткі характеристики привернули увагу поважних критиків до його критичних оглядів та есе. У наступні десятиліття Джон Клют опублікував сотні рецензій, у тому числі в Interzone, Los Angeles Times, The Magazine of Fantasy and Science Fiction, The New York Review of Science Fiction, The Observer, Omni, The Times Literary Supplement і The Washington Post. Він був також автором двох важливих колонок, а саме Excessive Candour (перекладається як «Надмірна чесність», створювалась у Science Fiction Weekly з 1997 до 2009) та Scores (перекладається як «Бали» або «Оцінки», яка створювалася спочатку нерегулярно у The Infinite Matrix 2001-2003, потім регулярно Interzone з 2005 по 2008 рік і у Strange Horizons з 2010 року). Його вибрані критичні рецензії та есе, зокрема, матеріали, опубліковані у Scores , об'єднані у декілька збірок у серії колекційних видань, зокрема "Удари: Есе та огляди 1966—1986 рр .. " (1988) та «Погляд на очевидне: Есе та огляди» (1995).

### Лексикографія
Із приблизно 17.000 записів у Encyclopedia of Science Fiction, він написав персонально 6400 і ще над 1200 працював у співавторстві. З 1979 року, з дня виходу першого видання «Енциклопедії наукової фантастики», під редакцією Пітера Ніколлса (Peter Nicholls), Джон Клют був її співредактором . А через чотири роки друге видання виходить вже під головуванням Джона Клюта, і стає справжнім бестселером в середовищі любителів фантастики і завойовує масу престижних призів і премій. У 90-х роках у співавторстві він редагує також і інші енциклопедії: «Наукова фантастика: Ілюстрована енциклопедія» (1995) і «Енциклопедія фентезі» (1997). В даний час Джон Клют вважається одним з найвпливовіших критиків, лексикографів і видавців фантастики.

## Нагороди
- 1980 — за книгу «Енциклопедія наукової фантастики» в співавторстві з Пітером Ніколлсом, Брайаном Стеблфордом і Малкольмом Едвардсом — премія журналу «Локус» і премія «Г'юго»
- 1994 — за книгу «Енциклопедія наукової фантастики» в співавторстві з Пітером Ніколлсом — премія журналу «Локус», Британська премія з наукової фантастики, премія телепередачі «Вічні чвари», премія «Г'юго», премія «Пілігрим»
- 1996 — за книгу «Наукова фантастика: Ілюстрована енциклопедія» — премія «Г'юго», премія журналу «Локус»
- 1997 — премія журналу «Локус» за книгу «Погляд на очевидне» (Look at the Evidence)
- 1998 — за книгу «Енциклопедія фентезі» — у співавторстві з Джоном Грантом — премія журналу «Локус», премія «Г'юго», Всесвітня премія фентезі, Міфопоетична премія
- 2011 — Премія Неб'юла «Сонцестояння»
- 2012 — «Г'юго» за онлайн версію Енциклопедії наукової фантастики

### Видання
- 1979 — Енциклопедія наукової фантастики (The Encyclopedia of Science Fiction) — під ред. Пітера Ніколса (Peter Nicholls), Джона Клюта (John Clute), Браяна Стейблфорда (Brian Stableford) та Малкольма Едвардса (Malcolm Edwards) — 1-е видання
- 1993 — Енциклопедія наукової фантастики (The Encyclopedia of Science Fiction) — під ред. Джона Клюта і Пітера Ніколса (Peter Nicholls) — 2-е видання
- 1995 — Наукова фантастика: Ілюстрована енциклопедія (Science Fiction: The Illustrated Encyclopedia) — За ред. Джона Клюта
- 1997 — Енциклопедія фентезі (The Encyclopedia of Fantasy) — за ред. Джона Клюта і Джона Гранта (John Grant)

### Збірки
- 1988 — Удари: Есе та огляди 1966—1986 рр .. (Штрихи: нариси та коментарі 1966—1986)
- 1995 — Погляд на очевидне: Есе та огляди (дивимося на факти: нариси та коментарі)

### Антології (редактор)
- 1965 — Реклама поетичної осики (The Aspen Poetry Handbill)
- 1985 — Інтерзона: Перша антологія (Interzone: The First Antology) — у співавт. з Коліном Грінлендом (Colin Greenland) і Дейвідом Принглом (David Pringle)
- 1987 — Інтерзона: 2-я антологія (Interzone: The 2nd Antology) — у співавт. з Коліном Грінлендом (Colin Greenland) і Дейвідом Принглом (David Pringle)
- 1988 — Інтерзона: 3-я антологія (Interzone: The 3rd Antology) — у співавт. з Саймоном Оунслі (Simon Ounsley) і Дейвідом Прінглом (David Pringle)
- 1989 — Інтерзона: 4-я антологія (Interzone: The 4th Antology) — у співавт. з Саймоном Оунслі (Simon Ounsley) і Дейвідом Прінглом (David Pringle)
- 1991 — Інтерзона-5 (Interzone V) — у співавт. з Монтгомері (Lee Montgomerie) і Дейвідом Прінглом (David Pringle)

### Публіцистика
- 1982 — Маррі Лайнстер (Murray Leinster) // довідник «Science Fiction Writers» / Ред. Е. Ф. Блайлер (E. F. Bleiler). — изд. «Charles Scribner's Sons», 1982 — с. 111—118
- 1982 — Е. Е. Сміт (E. E. Smith) // довідник «Science Fiction Writers» / Ред. Е. Ф. Блайлер (E. F. Bleiler). — изд. «Charles Scribner's Sons», 1982 — с. 125—130
- 1982 — К. С. Льюїс (C. S. Lewis) // довідник «Science Fiction Writers» / Ред. Е. Ф. Блайлер (E. F. Bleiler). — изд. «Charles Scribner's Sons», 1982 — с. 243—248
- 1982 — Джеймс Блиш (James Blish) // довідник «Science Fiction Writers» / Ред. Е. Ф. Блайлер (E. F. Bleiler). — изд. «Charles Scribner's Sons», 1982 — с. 291—296
- 1982 — Гордон Р. Діксон (Gordon R. Dickson) // довідник «Science Fiction Writers» / Ред. Е. Ф. Блейлер (E. F. Bleiler). — изд. «Charles Scribner's Sons», 1982 — с. 345—350
- 1982 — Фред Хойл (Fred Hoyle) // довідник «Science Fiction Writers» / Ред. Е. Ф. Блейлер (E. F. Bleiler). — изд. «Charles Scribner's Sons», 1982 — с. 387—392
- 1982 — Маргарет Сент-Клер (Margaret St. Clair) // довідник «Science Fiction Writers» / Ред. Е. Ф. Блайлер (E. F. Bleiler). — изд. «Charles Scribner's Sons», 1982 — с. 491—496
- 1982 — Карел Чапек (Karel Čapek) // довідник «Science Fiction Writers» / Ред. Е. Ф. Блайлер (E. F. Bleiler). — изд. «Charles Scribner's Sons», 1982 — с. 583—590